# Tepu kare
Tepu kare ist eine unbewohnte Insel, 380 Meter von der größten estnischen Insel Saaremaa entfernt. Die Insel liegt in der Landgemeinde Saaremaa im Kreis Saare. Sie liegt in der Bucht Tepu laht im Kahtla-Kübassaare hoiuala.
Tepu kare ist 310 Meter lang und 5 bis 15 Meter breit.